# موت لغة
موت اللغة (في علم اللغة) هو نقص عدد متكلمي اللغة بسب موت متحدثيها أو إجبارهم على ترك لغتهم وتعلم لغة أخرى،  أو بسبب عمليات التطهير العرقي والكوارث الطبيعية أو الأمراض وصولاً إلى موت آخر متحدث في تلك اللغة.
حدث موت اللغة بشكل نموذجي في العصر الحديث (حوالي 1500 م حتى الآن بعد صعود الاستعمار) نتيجة لعملية الاستيعاب الثقافي التي أدت إلى تحول اللغة والتخلي التدريجي عن اللغة الأم لصالح لغة أجنبية أخرى وخاصة اللغات الخاصة بالدول الأوروبية.
اعتبارًا من العقد الأول من القرن الحادي والعشرين، كان هناك ما يقرب من 7000 لغة منطوقة في جميع أنحاء العالم. معظم هذه اللغات ثانوية معرضة لخطر الانقراض. توقعت أحدى الدراسات المنشورة في عام 2004 أن حوالي 90٪ من اللغات التي يتم التحدث بها حاليًا ستنقرض بحلول عام 2050.

## بداية دراسته
بدأ الاهتمام بدراسة انقراض اللغات في التسعينات بسبب موت كثير من اللغات التي درسها علماء اللغة وتم تأسيس عدد من المؤسسات حينها في أمريكا واليابان لحفظ اللغات.

## تعريفه
اختلف العلماء حول تعريف موت اللغات، البعض قسمها لدرجات: - مستقرة وهي التي يتحدثها الأطفال كلغى أم فيما بينهم ومع الكبار. , - وقاموا بتسميتها غير مستقرة إذا تحدثها بعض الأطفال، - ومتآكلة إذا تم استخدامها في بعض الأماكن فقط.التقسيمات كثيرة ولكن العامل المشترك هو قلة متحدثينها من الأطفال.

## من نتائج البحوث
وفقا لدراسة أجريت عام 2001 فإن 90% من لغات العالم وهي 6000 لغة سوف تنقرض بحلول العام 2100
الدراسات تركز على لغات الأقليات والسكان الأصليين لقلة عدد متحدثينها ولكن ذلك لايعني أن اللغات التي تمتلك مئات الملايين من المتحدثين بها ليست عرضة للخطر لأن هناك عوامل أخرى تؤدي إلى موت اللغات غير قلة أعداد متحدثينها.

## اللغة والبيئة
لاحظ علماء اللغة أن اللغات توصف بمصطلحات تخص البيئة كأن يقال (لغة منقرضة، متآكلة، محتضرة..إلخ) فبدأ البعض بالنظر إلى العلاقة بينهما أي اللغة والبيئة ومن هنا نِشأ مصطلح biocultural diversity ويعني العلاقة بين التنوع البيولوجي والثقافي «اللغوي», حيث أنهما يعتمدان على بعضهما البعض.
هناك علاقة طردية بين تنوع اللغات وتنوع الكائنات بالبيئة نفسها وبين موت الكائنات وموت اللغات.المجتمعات ذوي الأقليات كالهنود الحمر مثلا هم الأكثر وضوحا في هذه العلاقة، فعندما قارنوا عدد اللغات الأصلية في 25 دولة بعدد الفقاريات لاحظوا أن 16 من أصل 25 دولة أوضحت علاقة طردية، ففي أندونيسيا هناك 655 لغة محلية ولديها 673 فقاريات، فالتقارب في العدد ليس محض صدفة وفقا للعلماء. فاللغات المحلية في هاواي تنقرض جنبا إلى جنب مع الحيوانات والنباتات لأن المعرفة مخزنة في هذه اللغات فاذا فقدت اللغة فقدت المعرفة التي تشاعدنا على الحفاظ على البيئة وبذلك تفقد البيئة، فالطب الشعبي في المكسيك يفقد لأن الشباب اليوم يقومومون بتدريسه بالأسبانية وليست بلغته المحلية، وبذلك تفقد مصظلحات مهمة خلال الترجمة حيث أن اللغة الأأسبانية ليس لديها تلك المرادفات الدقيقة لهذه اللغة المحلية.
وفي فنلندا كذلك، قال أحد قبائل السامي هناك أن السلمون حتى يتكاثر ونحافظ عليه في نهر (تينو) لابد أن يسبح من خلال ممرات مائية ضيقة جدا، ولدينا اسم خاص لهذه الممرات بلغتنا وهذه حقيقة نعرفها نحن منذ أمد بعيد ولم يتعرف عليها علماء الأحياء إلا للتو فاللغة ليست حفاظ على قواعد ونظريات بل معرفة مهمة جدا دقيقة جدا تفقد بالترجمة.

## اللغة والإستعمار
قال أحد العلماء أن اللغات المسيطرة على العالم سيطرت بسبب أحداث تاريخية كثيرة، قام فيها العدو بخلق اتجاهات سلبية تجاه اللغة الأم للبلدان المستعمرة بوصمها بأنها لغة متخلفة لاتواكب العصر ووصف أصحابها بالبربرية والغباء، فحتى بعد تخلص كثير من دول أفريقيا من الإستعمار فإنها لازالت تقدم لغة المستعمر على لغتها لأنها ترى فيها مجالا للتطور والحصول على الوظائف في حين أن لغتهم لانفع لها.
ففي المغرب اللغة العربية تحصر في مجالات مهمشة حتى تكاد تكون لغة الدين فقط، فالفرنسية هي لغة الاقتصاد والمحاسبة والأدب والدراسات العليا والدعاية والإعلان. قامت هولندا مؤخرا بحملات للحفاظ على لغتها فكانت مخاوفهم تنطلق من أنها حصرت في المنزل فقط بينما لغة العمل والعلم والتكنولوجيا هي اللغى الإنجليزية.
الخطر الذي يحاصر العربية هو خطر مضاعف فهي محاصرة باللغات الأجنبية واللهجات العامية.
الدراسات في مصر ولبنان أثبتت عقدة النقص حيث أن اللغة الفرنسية والإنجليزية ينظر لها بأنها لغة تباهي وحضارة وهذا الإعجاب لايبدو أنه إعجاب باللغة ذاتها بل انبهار بالحضارة الغربية بكل مفاهيمها من حرية وعدالة وحياة رغيدة.

## أنواع موت اللغة
يمكن أن تموت اللغة بواحدة من الطرق التالية:
- موت اللغة تدريجياً
- موت اللغة من أسفل إلى أعلى: عندما تبدأ اللغة تتغير في مكان ما، وانحطاط اللغة بين متحدثيها وصولاً إلى انحطاطها في الحكومة والدولة.
- موت اللغة من أعلى إلى أسفل: عندما تبدأ اللغة في الانحطاط بسبب السياسات الحكومية وقوانين الدولة. مثلاً إصدار قانون يمنع استخدام اللغة في الدوائر الحكومية في الدولة.
- موت اللغة راديكالياً (جذرياً): بسبب الإبادة الجماعية وعمليات التطهير العرقي. وموت اللغة بيولوجياً، ويسمى موت اللغة المفاجئ.

العملية الأشيع التي تؤدي إلى موت اللغة هي أن يبدأ شعب باستعمال لغة أخرى بجانب لغته الأم، فيصبح الشعب ثنائي اللغة. ويبدأ بالتحول تدريجياً إلى الاهتمام بالغة الأخرى والولاء لها والتأثر بثقافتها، وصولاً إلى درجة استعمالها أكثر من لغتهم الأصلية.
قد يُجبر شعب على استعمال لغة أخرى بجانب لغته الأم في حالات الاحتلال وبدء الدولة المحتلة بفرض لغتها وثقافتها على الشعب المحتل. على سبيل المثال، نتيجة الاستعمار الإسباني لدول أمريكا اللاتينية تتحدث أغلب دول أمريكا اللاتينية باللغة الإسبانية، ولغاتها الأصلية مستخدمة على نظاق ضيق جداً حتى أن معظم الأجيال الجديدة لا تعرف إلا لغتها الجديدة، اللغة الإسبانية. ومثال آخر هو فرض لغة الاحتلال البرتغالي للبرازيل وفرض اللغة البرتغالية حتى أن البرازيل فيها أكبر عدد متحدثي اللغة البرتغالية أكثر من البرتغال نفسها.
ويمكن أن يكون الهدف من استعمال لغة أخرى على حساب لغته الأم، أسباب اقتصادية، كالطموح بالهجرة إلى البلدان التي تتحدث اللغة الجديدة طمعاً بوضع اقتصادي أفضل. وقد يكون الهدف من استعمال لغة أخرى هدف اجتماعي، مثل أبناء العائلات الراقية تدرس لغات طمعاً في الهيبة والوضع الاجتماعي.
موت لغة في المناطق المعزولة جغرافياً أو ذات عدد سكان صغير، تموت أيضاً عندما يتم إبادة الناطقين بها أو بسبب الكوارث الطبيعية والأمراض.
قد يُعلن أحياناً موت لغة ما حتى قبل وفاة آخر متحدث بها، إذا كان لا يوجد سوى عدد قليل من متحدثيها من كبار السن ولم تعد تلك اللغة تستخدم في الاتصال والتواصل بين متحدثيها.